# Молинело-Казета ди Кампања (Форли-Чезена)
Молинело-Казета ди Кампања (итал. Molinello-Casetta di Campagna) је насеље у Италији у округу Форли-Чезена, региону Емилија-Ромања.
Према процени из 2011. у насељу је живело 52 становника. Насеље се налази на надморској висини од 213 м.